# Anticoma brevisetosa
Anticoma brevisetosa is een rondwormensoort uit de familie van de Anticomidae. De wetenschappelijke naam van de soort is voor het eerst geldig gepubliceerd in 1967 door Platonova.